# Leptomenes punctaticornis
Leptomenes punctaticornis är en stekelart som beskrevs av Giordani Soika. Leptomenes punctaticornis ingår i släktet Leptomenes och familjen Eumenidae. Inga underarter finns listade i Catalogue of Life.